# 澳大利亚数学竞赛
Westpac银行杯澳大利亚数学竞赛于1976年首次于澳大利亚首府特别行政区举行，此后扩大为面向澳洲所有三到十二年级的学生，以及其他国家同等水平的学生。现在，每年有600,000人参加这项数学竞赛，其中包括100,000海外学生，是世界上规模最大的数学竞赛之一。

## 历史
首届澳大利亚数学竞赛于1976年在澳大利亚首府特别行政区举行，共有1,200名学生参加竞赛。在1978年，竞赛在全国范围开展，并取名为澳大利亚数学竞赛，共有60,000来自澳大利亚和新西兰的学生参加了竞赛。Westpac银行成为竞赛的赞助商，和堪培拉数学协会、堪培拉大学共同组织竞赛。
从一开始，竞赛就影响到新西兰、新加坡、台湾以及马来西亚等国家和地区，他们各有数千人参加竞赛。从1978年以来，试题包括法语版、中文版以及盲文版。
在2004年，竞赛增加了两个级别，分别是五、六年级组和三、四年级组。
在2005年，共有38个国家和地区的学生参加了竞赛。

## 形式
试题包括三十道单项选择题，难度渐次增加。学生把自己的信息和答案写在答题纸上，通过计算机阅卷。
目前共有五个级别的竞赛：
- 高级(11及12年级)
- 中级(9及10年级)
- 初级(7及8年级)
- 高小(5及6年级)
- 中小(3及4年级)

答题时间为75分钟。学生不准携带计算器，但是可以带几何工具，例如尺、圓規和量角器以及演算纸。
从开始到2001年，试题分成三个组，第1-10题每题3分；第11-20题每题4分；第21-30题每题5分。为了惩罚乱猜答案者，答错扣该题分值的四分之一。空白考卷给30分。这样，如果一个学生所有的答案都是错误的，将得到零分。如果所有题目都回答正确，将得到150分。
从2002年开始，第1-20题答错不扣分。第21-30题答对给8分，不答给3分，答错给0分。总分仍旧为150分。
从2005年开始，再一次修改了评分规则。第1-10题每题3分，第11-20题每题4分，第21-30题每题5分。为了增加猜答案的难度，最后5道题要回答1-999之间的一个整数。
从2007年开始，最后5题的分值变为6、7、8、9及10分，总分变为135分。

## 范围
澳大利亚数学竞赛没有正式对学生公布过出题范围。不过，所有题目都可以不用微积分知识解答。竞赛涉及的领域：算术，数论，排列组合，几何，测量，代数和概率论。

## 奖励
学生根据相对其他学生的成绩的比例获得奖励。在澳大利亚，分数参考学生所在的洲。对其他国家或地区的考生，以该国家或地区的考生为准。尽管考试收集考生的其他资料，例如生日和性别，但是这些不作为奖励的依据。奖励只依据纯分数。
- 奖励(Prize) - 成绩为前99.7 百分比
- 高分(High Distinction) - 成绩在98和99.7之间 百分比
- 優異(Distinction) - 成绩在85和98之间 百分比
- 较好(Credit) - 成绩在50和85之间 百分比
- 参与(Participation) - 成绩低于50 百分比

如果获得奖励的学生相对其他地区也是高分，则有可能获得奖牌。奖牌在一个地区的一个级别不超过三枚。所有参赛学生获得证书，获得奖励的学生可以得到额外的物质奖励。取得最高分的学生获得Bernhard Neumann证书。在1998年，有十名澳大利亚学生和23名新加坡学生获得最高分。由于一个地区不超过三枚奖牌，只能在新加坡重赛以确定奖牌获得者。
所有学生在获得证书的同时，也获得试卷分析，包括学生所填写的答案和正确答案。试题分为四个领域，算术、代数、几何和解题。学生会知道他们自己在每个领域的得分和这个领域的平均分。
参赛学校会得到关于其学校参赛学生的更详细的分析。

## 取得优异成绩的学生
共有两名学生在所有六次参赛中都获得了奖牌:
- Geoffrey Chu,
- Peter McNamara,

## 影响
澳大利亚数学竞赛由澳大利亚数学联合会主办，该组织也产生澳大利亚奥林匹克数学委员会。澳大利亚奥林匹克数学委员会选拔和训练代表澳大利亚参加国际奥林匹克数学竞赛的学生。尽管选拔标准没有公开，但是，澳大利亚奥林匹克数学委员会很可能根据澳大利亚数学竞赛的成绩选拔参加进一步培训的学生。